# Eva Decroix
Eva Decroix (rozená Táborská, * 26. května 1982 Ostrava) je česká politička, advokátka, zapsaná mediátorka a podnikatelka, od června 2025 ministryně spravedlnosti ČR a předsedkyně Legislativní rady vlády ČR ve vládě Petra Fialy. Od října 2021 zastává poslanecký mandát v Poslanecké sněmovně Parlamentu ČR. V letech 2020 až 2024 byla zastupitelkou Kraje Vysočina. Mezi roky 2020 až 2022 byla rovněž zastupitelkou města Jihlava. V dubnu 2024 byla zvolena místopředsedkyní ODS.

## Osobní život
Narodila se roku 1982 v Ostravě, ale ještě jako novorozenec se s matkou přestěhovala za otcem do Jihlavy, kde získal zaměstnání.
Během brigády, při studiu na Pedagogické fakultě Univerzity Karlovy, se v pražské michelinské restauraci Bistrot de Marléne seznámila s o jedenáct let starším kuchařem a cukrářem Rémim Decroix (* 1971), pocházejícím z Lille. Provdala se za něj během pozdějšího studia v Lille. Mají spolu dvě dcery. Od roku 2015 provozují francouzskou restauraci Bistrot de Papa (Tatínkovo bistro) na usedlosti v obci Horní Dubenky, když předtím tři roky provozovali pod stejným názvem bistro ve městě Počátky.

## Vzdělání a právní praxe
V roce 2000 maturovala na soukromém gymnáziu Ad Fontes v Jihlavě. Poté začala studovat obor učitelství pro střední školy, český jazyk – francouzský jazyk na Pedagogické fakultě Univerzity Karlovy v Praze. Studium zanechala po druhém ročníku.
Právní vzdělání absolvovala ve Francii, kam odcestovala s partnerem Rémim Decroix. Nejdříve se usadili v Bretani a poté v Lille. Od akademického roku 2002/2003 studovala dva roky na Fakultě práva, ekonomiky a managementu Université de Bretagne Sud, kde získala diplom DEUG (Diplôme d'Études Universitaires Générales), ekvivalent bakalářského titulu. Po přerušení studia přestoupila v akademickém roce 2005/2006 na Université Lille II, kde v roce 2007 získala diplom Maîtrise, jehož název byl po školní reformě změněn na Master 1, odpovídající jednoročnímu magisterskému studiu. V ročníku 2007/2008 odjela z Francie v rámci programu Erasmus na pražskou právnickou fakultu; program však nedokončila.
V roce 2008 jí Univerzita Karlova magisterské studium nostrifikovala. Deník N upozornil v červnu 2025 na skutečnost, že nostrifikace k rovnocennému pětiletému magisterskému studiu práva a právní vědy v Česku se uskutečnila i přesto, že neabsolvovala poslední ročník nutný k plnohodnotnému právnickému vzdělání v úrovni Master 2. Tento diplom získala později v neprávním oboru. Od nostrifikace používala český titul Mgr. Po zveřejnění informace uznala, že neoprávněně. Stejná vysoká škola přitom podle Deníku N odmítla v roce 2009 nostrifikovat jinému uchazeči pětileté francouzské studium práv.
V roce 2008 byla zapsána do seznamu advokátních koncipientů a začala vykonávat koncipientskou praxi v kanceláři JUDr. Tomáše Ptáčka v Praze. V roce 2011 byla po složení advokátních zkoušek zapsána do seznamu advokátů a založila si vlastní advokátní kancelář v Jihlavě, kde tou dobou bydlela s manželem a dvěma dětmi.
V roce 2015 složila státní jazykovou zkoušku speciální pro obor překladatelský z jazyka francouzského a absolvovala kurz pro jmenování soudním tlumočníkem, žádost o zápis do seznamu tlumočníků z důvodů vytíženosti nepodala. V roce 2016 složila zkoušku mediátora a byla zapsána do seznamu mediátorů. Ve školním roce 2018/2019 absolvovala ve Francouzsko-českém institutu řízení (IFTG) na Vysoké škole ekonomické v Praze studium MBA a získala diplom Master 2 partnerské Université Jean Moulin Lyon 3 a titul MBA.
V letech 2020–2024 absolvovala v kombinované formě doktorské studium na Právnické fakultě Univerzity Karlovy, ve studijním programu Teoretické právní vědy – Občanské právo. V červnu 2024 obhájila disertační práci Rozvod bez soudce – je francouzské řešení transponovatelné do českého právního prostředí? a získala titul Ph.D. Absolvovala dvouleté dálkové studium diplomacie na CEVRO Institutu, které zakončila v roce 2024 a získala titul MPA.
Vede advokátní kancelář v Jihlavě a v Praze. Jako zapsaná mediátorka se věnuje alternativním způsobům řešení konfliktů.

## Politické působení
Od roku 2014 je členkou ODS, za ODS kandidovala v komunálních volbách v roce 2018 do Zastupitelstva města Jihlavy. Neuspěla a skončila jako první náhradnice. Na začátku roku 2020 rezignoval na svůj mandát občanský demokrat Petr Laštovička, Eva Decroix se tak stala novou zastupitelkou města. V komunálních volbách v roce 2022 kandidovala do zastupitelstva Jihlavy z 14. místa kandidátky koalice „ODS a KDU-ČSL“, ale nebyla zvolena.
V krajských volbách v roce 2016 kandidovala za ODS do Zastupitelstva Kraje Vysočina, ale neuspěla. Zvolena byla až ve volbách v roce 2020, kdy kandidovala jako členka ODS na kandidátce subjektu „ODS a Starostové pro občany“. Původně figurovala na 12. místě kandidátky, ale vlivem preferenčních hlasů skončila na 3. místě (uskupení získalo 7 mandátů). Ve volbách v roce 2024 již nekandidovala.
Ve volbách do Evropského parlamentu v roce 2019 kandidovala na 6. místě kandidátky ODS, ale neuspěla (stala se třetí náhradnicí).

### Poslankyně
Ve sněmovních volbách v roce 2021 byla zvolena do Poslanecké sněmovny z pozice členky ODS na 2. místě kandidátky koalice SPOLU (tj. ODS, KDU-ČSL a TOP 09) v Kraji Vysočina. V prosinci 2021 se stala první místopředsedkyní poslaneckého klubu ODS. Z její iniciativy vznikl v lednu 2022 Podvýbor pro podporu demokracie a lidských práv v zahraničí, kdy se zároveň stala jeho předsedkyní. V srpnu 2023 Ministerstvo spravedlnosti ve spolupráci s Evou Decroix představilo plánovanou změnu novely, která by upravovala legislativu týkající se rozvodového řízení. Záměr přivítala advokátní komora. V dubnu 2024 byla na 31. kongresu ODS zvolena místopředsedkyní strany, získala 311 hlasů od 528 delegátů strany.
Od 23. listopadu 2021 je členkou Ústavně-právního výboru a Zahraničního výboru. Je autorkou usnesení, ve kterém Zahraniční výbor odsoudil čínská vojenská cvičení v blízkosti Tchaj-wanu a podpořili jeho zapojení do mezinárodních institucí jako je OSN. Od 19. ledna 2022 je členkou Podvýboru pro problematiku domácího a sexuálního násilí a od 20. prosince členkou Podvýboru pro podporu demokracie a lidských práv v zahraničí. Dne  17. ledna 2023 spoluzaložila a stala se předsedkyní Podvýboru pro podporu demokracie a lidských práv v zahraničí.
V září 2023 v Poslanecké sněmovně spolupořádala summit Meziparlamentní aliance k Číně (IPAC), který zaštiťovala předsedkyně Poslanecké sněmovny Markéta Pekarová Adamová. Pražského summitu se zúčastnilo 60 zákonodárců z více než 20 zemí. Projednávala se bezpečnost Tchaj-wanu, Hongkong, lidská práva a čínská hospodářská iniciativa Hedvábná stezka. Mediální pozornost si vysloužilo pozvání jedné z účastnic, ugandské političky Lucy Akellové. Bývalá poslankyně měla přednášet o rostoucím vlivu Číny v Africe, avšak v rodné zemi sama stála za schválením legislativy potlačující základní lidská práva, tzv. antihomosexuálního zákona. S Akellovou se Eva Decroix setkala již dříve v květnu, několik dní před přijetím ugandského zákona, který široce kriminalizoval homosexualitu, počínaje odnětím svobody až trestem smrti. Na Facebooku sdílela společnou fotkou z diskuzního panelu a pochvalu „milé kolegyně z IPAC“. Po kritice zmínku z příspěvku odstranila a ohradila se, že o názorech Akellové nevěděla a nesouhlasí s nimi, ale spolupráci s Akello nepřeruší.

### Ministryně spravedlnosti
V červnu 2025 ji premiér Petr Fiala navrhl do úřadu ministryně spravedlnosti poté, co na funkci kvůli tzv. bitcoinové kauze rezignoval ministr Pavel Blažek. Prezident republiky Petr Pavel ji jmenoval ministryní Fialovy vlády 10. června 2025. V rozhovoru pro CNN Prima News 1. června sdělila, že by nepožadovala demisi Fialovy vlády, pokud by se prokázalo, že o bitcoinové kauze předem věděli premiér Fiala a ministr financí Zbyněk Stanjura. Později také uvedla, že na ministerstvu chystá udělat audit. V souvislosti s nástupem do funkce ministryně se rovněž stala předsedkyní Legislativní rady vlády ČR. O několik dní později podala stížnost pro porušení zákona, ke kterému dle Decroix mělo dojít na Krajském soudě v Brně.
Ve volbách do Poslanecké sněmovny Parlamentu ČR v roce 2025 je z pozice členky ODS lídryní koalice SPOLU (tj. ODS, KDU-ČSL a TOP 09) v Kraji Vysočina.